# Йоганн Фрідріх Юліус Шмідт
Йоганн Фрідріх Юліус Шмідт (нім. Johann Friedrich Julius Schmidt; 26 жовтня 1825, Ойтин, Німеччина — 7 лютого 1884, Афіни, Греція) — німецький астроном і геофізик.

## Життєпис
Народився в Ойтині. Захопився астрономією ще у шкільні роки. У 14 років прочитав книгу «Селенографчний фрагмент» Шретера, завдяки якій придбав довічний інтерес до селенографіі. У 1841—1845 працював у Гамбурзькій обсерваторії, де познайомився з відомою картою Місяця, зробленою Бером і Медлером. Основам астрономічних спостережень його навчав директор Гамбурзької обсерваторії Рюмкер.
У 1846—1852 був асистентом Аргеландера в Боннській обсерваторії, брав участь в зонних спостереженнях для каталогу «Боннський огляд». У 1853—1858 керував приватною обсерваторією барона фон Ункрехцберга поблизу Оломоуца. У 1856 випустив книгу «Місяць» — перший опис місячної поверхні з геологічної точки зору.
У 1858 уряд Греції запросило його на посаду директора Національної обсерваторії в Афінах, яку він займав до своєї смерті в 1884.
Протягом усього життя Шмідт спостерігав Місяць, головною його працею був великий атлас Місяця на 25 аркушах, який вийшов в 1878 і повнотою і точністю перевершив знаменитий місячний атлас Беєра і Медлера. У місячному атласі Шмідта відзначено 32 856 кратерів. Протягом 40 років вів систематичні спостереження змінних зір, відкрив багато нових змінних, включаючи Нову Лебедя в 1876. Зробив кілька сотень замальовок Юпітера, визначив з високою точністю періоди обертання Юпітера та Марса. Виконав численні спостереження сонячних плям, зодіакального світла, комет, туманностей; систематично спостерігав метеори і метеорні потоки, визначив радіанти багатьох потоків. Описав 28 місячних затемнень, що спостерігалися ним впродовж 38 років.
Поряд з астрономією, займався геофізикою, зокрема, дослідженнями земного вулканізму і сейсмічності, іноді — з ризиком для життя. Першим використовував барометр-анероїд для вимірювання висоти. Опублікував роботу про фізичну географію Греції.
Кратер Шмідт на Місяці названий на честь трьох однофамільців — Й. Ф. Ю. Шмідта, О. Ю. Шмідта і Б.Шмідта. Кратер Шмідт на Марсі названий на честь Й. Ф. Ю. Шмідта та О. Ю. Шмідта.